# Epipocus unicolor
Epipocus unicolor är en skalbaggsart som beskrevs av Horn 1870. Epipocus unicolor ingår i släktet Epipocus och familjen svampbaggar. Inga underarter finns listade i Catalogue of Life.